# Huaynaputina
Huaynaputina (keczua: Młody wulkan), Waynaputina – stratowulkan położony na wyżynie wulkanicznej w południowym Peru. Jego wybuch 19 lutego 1600 r. był największą erupcją w Ameryce Południowej w czasach historycznych. Zanieczyszczenie atmosfery pyłami spowodowało ochłodzenie klimatu i serię ciężkich zim, pośrednio przyczyniając się m.in. do wielkiej klęski głodu w Rosji.